# Qualificazioni al campionato mondiale di calcio 2014 - AFC - Primo round

## Formato
Le 16 squadre con il ranking più basso si affrontano in partite di andata e ritorno. Le 8 vincenti si qualificano per il secondo round.

## Risultati
| Squadra 1   | Totale      | Squadra 2     | Andata | Ritorno |
| ----------- | ----------- | ------------- | ------ | ------- |
| Malaysia    | (gfc) 4 - 4 | Taipei cinese | 2 – 1  | 2 – 3   |
| Bangladesh  | 3 - 0       | Pakistan      | 3 – 0  | 0 – 0   |
| Cambogia    | 6 - 8       | Laos          | 4 – 2  | 2 – 6   |
| Sri Lanka   | 1 - 5       | Filippine     | 1 – 1  | 0 – 4   |
| Afghanistan | 1 - 3       | Palestina     | 0 – 2  | 1 – 1   |
| Vietnam     | 13 - 1      | Macao         | 6 – 0  | 7 – 1   |
| Nepal       | 7 - 1       | Timor Est     | 2 – 1  | 5 – 0   |
| Mongolia    | 1 - 2       | Birmania      | 1 – 0  | 0 – 2   |

## Incontri

### Malesia – Taipei Cinese
| Arbitro: | Mahapab |

|                          |           |                   |
| Rahim 28’ Abd Radzak 55’ | Marcatori | 77’ Chen Po-liang |

| Arbitro: | Võ Minh Trí |

|                                                           |           |                         |
| Chang 31’ Chen Po-liang 44’ (rig.) Xavier Chen 75’ (rig.) | Marcatori | 8’ Abd Radzak 40’ Rahim |

### Bangladesh – Pakistan
| Arbitro: | Abu Loum |

|                                      |           |  |
| Hasan Ameli 1’ Hossain 22’ Karim 56’ | Marcatori |  |

| Lahore 3 luglio 2011, ore 20:30 UTC+5 | Pakistan  | 0 – 0 referto | Bangladesh | Punjab Stadium\| Arbitro: \| Abdulnabi \| |
| Arbitro:                              | Abdulnabi |               |            |                                           |

### Cambogia – Laos
| Arbitro: | Jahanbazi |

|                                              |           |                     |
| Laboravy 51’ El Nasa 57’, 88’ Sokumpheak 66’ | Marcatori | 9’, 59’ Phomsouvanh |

| Arbitro: | Sato |

|                                                                                 |           |                            |
| Singto 19’, 55’ Sayavutthi 31’ Syphasay 47’ Phapouvanin 94’ Kanlaya 112’ (rig.) | Marcatori | 45’ Chhoeun 75’ Sokumpheak |

### Sri Lanka – Filippine
| Arbitro: | Shamsuzzaman |

|               |           |            |
| Gunaratne 43’ | Marcatori | 50’ Burkey |

| Arbitro: | Kim |

|                                                        |           |  |
| Caligdong 19’ Younghusband 43’, 57’ (rig.) Guirado 51’ | Marcatori |  |

### Afghanistan – Palestina
| Arbitro: | Al-Ghafari |

|  |           |                        |
|  | Marcatori | 28’ Alyan 89’ Al-Amour |

| Arbitro: | Al Dosari |

|          |           |           |
| Wadi 11’ | Marcatori | 63’ Arzou |

- La partita di andata si è giocata in Tagikistan, a causa dell'instabilità politica in Afghanistan[1].

### Vietnam – Macao
| Arbitro: | Mašencev |

|                                                                          |           |  |
| Lê 19’, 36’, 39’ (rig.) Lương Phạm 62’ Thanh Nguyễn 67’ Quyết Nguyễn 87’ | Marcatori |  |

| Arbitro: | Auda |

|             |           |                                                   |
| Ka Hang 60’ | Marcatori | 2’, 86’ Huynh 29’, 42’, 74’, 82’ Lê 23’ Quang Hai |

### Nepal – Timor Est
| Arbitro: | Sabbagh |

|                              |           |              |
| Gurung 14’ (rig.) Rai Ju 71’ | Marcatori | 47’ João Kik |

| Arbitro: | Min Hu Lee |

|  |           |                                                                        |
|  | Marcatori | 3’ (rig.) Gurung 56’ Silwal 60’ Rai Ju 89’ J. Shrestha 90’ S. Shrestha |

- La partita di ritorno si è giocata in Nepal, a causa della mancanza di infrastrutture tecniche in Timor Est[2].

### Mongolia – Myanmar
| Arbitro: | Kim J.H. |

|                    |           |  |
| Khürelbaataryn 48’ | Marcatori |  |

| Arbitro: | Liu Kwok Man |

|                 |           |  |
| Pai 61’ Mai 85’ | Marcatori |  |

## Marcatori
Al 10 luglio 2011, sono state giocate 16 partite e sono stati segnati 60 gol con una media di 3,75 gol a partita.
7 gol
- Lê Công Vinh

2 gol
- Sam El Nasa
- Kouch Sokumpheak
- Chen Po-liang
- Manolom Phomsouvanh

- Lamnao Singto
- Mohd Aidil Zafuan Abdul Radzak
- Safiq Rahim
- Anil Gurung

- Ju Manu Rai
- Philip Younghusband
- Huỳnh Quang Thanh

1 gol
- Bilal Arzou
- Jahid Hasan Ameli
- Mohamed Zahid Hossain
- Rezaul Karim
- Chhin Chhoeun
- Laboravy Khuon
- Chang Han
- Xavier Chen
- Visay Phapouvanin
- Khampheng Sayavutthi
- Souliya Syphasay

- Kanlaya Sysomvang
- Leong Ka Hang
- Khürelbaataryn Tsend-Ayuush
- Mai Aih Naing
- Pai Soe
- Jagjit Shrestha
- Sujal Shrestha
- Bhola Silwal
- Ismail Al-Amour
- Murad Alyan

- Houssam Wadi
- Nate Burkey
- Emelio Caligdong
- Ángel Guirado
- Chathura Gunaratne
- João Kik
- Nguyễn Ngọc Thanh
- Nguyễn Quang Hải
- Nguyễn Văn Quyết
- Phạm Thành Lương